# نخل التمر الكاذب
نخل التمر الكاذب (الاسم العلمي: Pseudophoenix)، جنس نخيل يستوطن منطقة البحر الكاريبي. هناك ثلاثة أنواع من الأنواع الأربعة تستوطن هيسبانيولا، في حين أن النوع الرابع "P. sargentii" يستوطن شمال منطقة البحر الكاريبي ( جزر الأنتيل الكبرى، وجزر ويندوارد، الباهاما)، فلوريدا، شبه جزيرة يوكاتان (بليز، جنوب شرق المكسيك).